# 金兼藁
『金兼藁』（きんけんこう）は、江戸時代初期に記された鎌倉の旅行記・漢詩集。著者は不明であるが、林家（林羅山もしくは林読耕斎）周辺の人物と推定される。

## 書名
書名の「金兼」とは「鎌」の析字（せきじ、破字（はじ）とも言う。漢字を偏や旁、その他の字画によって分解するもの。中国から伝わった漢学者のひとつのスタイルである）。「藁」は「稿」と書くこともある。鎌倉における漢詩その他を書き留めた雑稿の意味。

## 内容
書かれたのは万治2年（1659年）と推定される。写本は伝わっておらず、世間に流布することのなかった希本である。
著者は明らかではないが江戸時代初期の儒学者・林羅山（1657年3月7日没）、その第四子林春徳（読耕斎）の周辺の者。おそらくは林羅山の門人にして事務方、林家の家司、今流に言えば事務局長のような立場にあった者が、林羅山の突然の死、そしてその法事等の事後処理を終えて職を辞し、今で言えば定年記念旅行のような感じで鎌倉に旅し、かなりの長期間に渡って滞在していたと思われる。本書は林春徳の蔵書であった。
著者の主な目的は鎌倉においての漢詩であったろうが、歴史資料としての価値はその眞市詞書きであり、鈴木千歳の研究によれば鎌倉の地形、建物に関する記載ではこの『金兼藁』ほど正確なものは無いとされる。

## 参考
- 澤寿郎監修・著 鈴木棠三編著『鎌倉：古絵図・紀行 鎌倉紀行篇』（東京美術、1976年発行）